# جیانی کاپالدی
جیانی کاپالدی (به انگلیسی: Gianni Capaldi) (زاده ۱۹۷۳) بازیگر اسکاتلندی است. وی در فیلمهای سینمایی کماندو، رودخانه قرمز می‌شود، در میان سایه‌ها و ماجراهای من با بابانوِِئل ایفای نقش کرده است.